# Okres Kutno
Okres Kutno (polsky Powiat kutnowski) je okres v polském Lodžském vojvodství. Rozlohu má 886,86 km² a v roce 2020 zde žilo 95 516 obyvatel. Sídlem správy okresu je město Kutno.

## Gminy
Městská:
- Kutno

Městsko-vesnické:
- Dąbrowice
- Krośniewice
- Żychlin

Vesnické:
- Bedlno
- Krzyżanów
- Kutno
- Łanięta
- Nowe Ostrowy
- Oporów
- Strzelce

## Města
- Dąbrowice
- Krośniewice
- Kutno
- Żychlin

## Sousední okresy
| Růžice kompasu | Włocławek | Gostynin    | Gostynin | Růžice kompasu |
| Růžice kompasu | Koło      | Sever       | Łowicz   | Růžice kompasu |
| Růžice kompasu | Koło      | Okres Kutno | Łowicz   | Růžice kompasu |
| Růžice kompasu | Koło      | Jih         | Łowicz   | Růžice kompasu |
| Růžice kompasu | Łęczyca   | Łęczyca     | Łowicz   | Růžice kompasu |